# La Torre-La Janera-site
De megalithische site van La Torre-La Janera (Spaans: sitio megalítico de La Torre-La Janera) is een megalithische site bestaande uit 526 menhirs, gelegen op de linkeroever van de Guadiana op het grondgebied van de gemeenten Ayamonte en Villablanca, in de provincie Huelva, Spanje.
De La Torre-La Janera-site bevat verschillende types van megalitische structuren.
- menhirs waarvan de meeste opgesteld in steenrijen of in steencirkels
- hunebedden (graven gebouwd met twee of meer opstaande stenen en een grote deksteen er bovenop)
- steenkisten

Een landbouwer met bedrijfsoppervlakte van 600 ha kreeg vooraleer land mocht voorbereid worden op avocadoteelt de verplichting opgelegd een archeologisch onderzoek te laten voeren gegeven de waarschijnlijkheid van erfgoed op het terrein.  Dit werd uitgevoerd in 2018, en leidde tot de ontdekking van een aantal menhirs. Hierop werden door het ministerie van cultuur van de Junta de Andalucía de nodige beschermingsmaatregelen opgelegd, en werd diepgaander onderzoek uitgevoerd tussen januari 2020 en juni 2021, met selectie van de sites waar uitgraving volgde op basis van fotogrammetrisch onderzoek.